# Arca-Net
Arca-Net ist eine pan-europäische Plattform für Einrichtungen, die traditionelle Nutztierrassen und Kulturpflanzen halten und der Öffentlichkeit zugänglich machen. Die Plattform ist im Internet für jedermann kostenlos einsehbar. Hinweise rund um die Einrichtung, Zufahrt und Angebote, aber auch Informationen zu den jeweiligen Nutztierrassen, ihre Verbreitung, Gefährdung und Geschichte sind im Arca-Net abrufbar.

## Hintergrund
Seltene und/oder gefährdete Haustierrassen sowie alte Kulturpflanzen sind zwar aus den landwirtschaftlichen Produktionsbetrieben weitgehend verschwunden, doch einige leben auf Archehöfen, Sortengärten, Haustierparks, Freilichtmuseen und in anderen Einrichtungen weiter. Arca-Net macht diese Einrichtungen einem breiten Publikum bekannt und regt zu einem Besuch an. Darüber hinaus bietet Arca-Net Hintergrundinformationen und sensibilisiert für das Thema der Erhaltung der Agrobiodiversität.
Im Rahmen von Erhebungen zu Rettungs- und Erhaltungsstationen für seltene und gefährdete Nutztierrassen in Europa baute die SAVE Foundation das Informationsportal Arca-Net auf. Rund 700 Einrichtungen in 46 europäischen Ländern (2022) werden im Arca-Net aufgeführt. Alle diese Institutionen bieten den Besuchern Zugang zu ihren Nutztieren bzw. Kulturpflanzen.

## Aufbau
Dem Nutzer wird die Einrichtung vorgestellt, Details für einen Besuch beschrieben, die Anreise erklärt und zu den meisten Nutztieren auch eine Rassebeschreibung gegeben. Aktualisierungen und Neuerfassung erfolgen über passwortgeschützte Benutzerkonten der einzelnen Einrichtungen.
Durch die Suchfunktion kann gezielt nach Tierarten, Pflanzenkategorien, Ländern und Produkten gesucht werden. Die Suchergebnisse können entweder als Liste oder auf einer Karte angezeigt werden. Durch die Auswahl einer Einrichtung werden weiter Informationen wie Adresse, Beschreibung, Öffnungszeiten, Tiere und Pflanzen, angebotene Produkte usw. angezeigt.

## Richtlinien für die Aufnahme
Als Internetportal unterliegt die Aufnahme einer Einrichtung klaren Richtlinien, wie z. B.  Reinzucht mit Herdebuchführung, Pflanzensammlungen von regionaler Bedeutung.

### Grundvoraussetzungen

#### Die Einrichtung muss (obligatorisch)
- Öffentlicher Zugang zu einer Sammlung oder permanenten Ausstellung von seltenen Tierrassen oder Pflanzensorten bieten (Zugang eventuell nur auf Anmeldung).
- Reinzucht mit Teilnahme an Erhaltungszuchtprogrammen betreiben, wenn möglich Herdebuchführung bei den Tieren, artgerechte Haltung.

#### Die Einrichtung soll (optional)
- Von Landesorganisation anerkannt sein (z. B. Arche-Hof, Arboretum) oder City-Farm, Freilichtmuseum, Ökomuseum, Naturparkzentrum (Mitglied in Fachverband!).
- Die Unterscheidung der Rassen und Sorten durch Darstellung der wesentlichen Charakteristika dokumentieren (Beschriftung mit Tafeln oder Etiketten; oder mit Nummern zu einem zusätzlich abzugebenden Flyer).
- Eventuell auch ein Verarbeitungsbetrieb auf traditioneller Basis (processing point) sein, sofern er vor allem der Vermarktung traditioneller Rassen und Sorten dient.

### Pflanzenbereich
- Es muss eine Sammlung von zumindest regionaler Bedeutung sein
- oder ein bedeutender Querschnitt einer Species

### Tierbereich
- Zuchtgruppen von mind. drei Tierarten aus zwei Grössenklassen (inkl. Vatertiere),
- oder bedeutende Zuchtstation/Gestüt von nur einer einzigen Rasse, wenn diese einen signifikanten Anteil der Zuchtpopulation umfasst,
- oder bedeutender Querschnitt einer Spezies (z. B. Eselzentrum mit Landesrassen).

### Verarbeitungsbetrieb
- Öffentlich zugänglicher Verarbeitungsbetrieb (z. B. Wollverarbeitung, Mühle), welcher die Verarbeitung gesamtheitlich und in Form traditioneller Handwerkskunst zeigt.